# Campionati europei di atletica leggera indoor 2015 - Eptathlon
Il concorso dell'eptathlon maschile ai campionati europei di atletica leggera indoor di Praga 2015 si è svolta alla O2 Arena di Praga, nella Repubblica Ceca, il 7 e 8 marzo 2015.

## Podio
| Pos.    | Atleta             | Nazionalità |
| ------- | ------------------ | ----------- |
| Oro     | Il'ja Škurenëv     | Russia      |
| Argento | Arthur Abele       | Germania    |
| Bronzo  | Eelco Sintnicolaas | Paesi Bassi |

## Risultati

### 60 metri
| Pos | Batt. | Nome                | Nazione     | Tempo | Punti | Note                                     |
| --- | ----- | ------------------- | ----------- | ----- | ----- | ---------------------------------------- |
| 1   | 1     | Arthur Abele        | Germania    | 6.93  | 907   | Miglior prestazione personale            |
| 1   | 2     | Marek Lukáš         | Rep. Ceca   | 6.93  | 907   | Miglior prestazione personale            |
| 3   | 2     | Jorge Ureña         | Spagna      | 6.96  | 897   |                                          |
| 4   | 1     | Eelco Sintnicolaas  | Paesi Bassi | 6.98  | 889   | Miglior prestazione personale stagionale |
| 4   | 2     | Il'ja Škurenëv      | Russia      | 6.98  | 889   | Miglior prestazione personale            |
| 6   | 2     | Artem Lukyanenko    | Russia      | 7.02  | 875   | Miglior prestazione personale stagionale |
| 7   | 1     | Petter Olson        | Svezia      | 7.03  | 872   | Miglior prestazione personale stagionale |
| 7   | 2     | Paweł Wiesiołek     | Polonia     | 7.03  | 872   | Miglior prestazione personale            |
| 7   | 2     | Adam Helcelet       | Rep. Ceca   | 7.03  | 872   |                                          |
| 10  | 2     | Mathias Brugger     | Germania    | 7.05  | 865   | Miglior prestazione personale            |
| 11  | 1     | Bastien Auzeil      | Francia     | 7.08  | 854   | Miglior prestazione personale            |
| 12  | 2     | Gaël Querin         | Francia     | 7.12  | 840   |                                          |
| 13  | 1     | Niels Pittomvils    | Belgio      | 7.22  | 806   |                                          |
| 14  | 1     | Pieter Braun        | Paesi Bassi | 7.23  | 802   | Miglior prestazione personale            |
| -   | 1     | Einar Daði Lárusson | Islanda     | dns   | 0     |                                          |

### Salto in lungo
| Pos | Nome               | Nazione     | #1   | #2   | #3   | Ris. | Punti | Note                                     | Totale |
| --- | ------------------ | ----------- | ---- | ---- | ---- | ---- | ----- | ---------------------------------------- | ------ |
| 1   | Il'ja Škurenëv     | Russia      | 7.70 | 7.78 | –    | 7.78 | 1005  | Miglior prestazione personale            | 1894   |
| 2   | Paweł Wiesiołek    | Polonia     | x    | 7.16 | 7.63 | 7.63 | 967   | Miglior prestazione personale            | 1839   |
| 3   | Arthur Abele       | Germania    | 7.31 | 7.56 | –    | 7.56 | 950   | Miglior prestazione personale            | 1857   |
| 4   | Eelco Sintnicolaas | Paesi Bassi | x    | 7.37 | 7.51 | 7.51 | 937   | Miglior prestazione personale stagionale | 1826   |
| 5   | Gaël Querin        | Francia     | 7.26 | x    | 7.41 | 7.41 | 913   | Miglior prestazione personale stagionale | 1753   |
| 6   | Adam Helcelet      | Rep. Ceca   | 7.38 | 7.03 | 7.30 | 7.38 | 905   |                                          | 1777   |
| 7   | Pieter Braun       | Paesi Bassi | 7.02 | 7.11 | x    | 7.11 | 840   |                                          | 1642   |
| 8   | Petter Olson       | Svezia      | 7.11 | x    | x    | 7.11 | 840   | Miglior prestazione personale stagionale | 1712   |
| 9   | Bastien Auzeil     | Francia     | 7.06 | 7.08 | 6.90 | 7.08 | 833   |                                          | 1687   |
| 10  | Marek Lukáš        | Rep. Ceca   | 7.04 | x    | 7.04 | 7.04 | 823   |                                          | 1730   |
| 11  | Mathias Brugger    | Germania    | 4.93 | x    | 6.99 | 6.99 | 811   |                                          | 1676   |
| 12  | Jorge Ureña        | Spagna      | x    | 5.17 | 6.88 | 6.88 | 785   |                                          | 1682   |
| 13  | Artem Lukyanenko   | Russia      | 6.79 | 6.75 | 6.75 | 6.79 | 764   |                                          | 1639   |
| NCL | Niels Pittomvils   | Belgio      | x    | x    | x    | nm   | 0     |                                          | 806    |

### Getto del peso
| Pos | Nome               | Nazione     | #1    | #2    | #3    | Ris   | Punti | Note                                     | Totale |
| --- | ------------------ | ----------- | ----- | ----- | ----- | ----- | ----- | ---------------------------------------- | ------ |
| 1   | Arthur Abele       | Germania    | x     | 14.60 | 15.54 | 15.54 | 823   | Miglior prestazione personale            | 2680   |
| 2   | Mathias Brugger    | Germania    | 15.25 | x     | 15.00 | 15.25 | 805   |                                          | 2481   |
| 3   | Bastien Auzeil     | Francia     | 13.55 | 14.81 | 14.90 | 14.90 | 784   |                                          | 2471   |
| 4   | Artem Lukyanenko   | Russia      | 14.70 | x     | x     | 14.70 | 771   |                                          | 2410   |
| 5   | Adam Helcelet      | Rep. Ceca   | 14.24 | 14.04 | 14.43 | 14.43 | 755   |                                          | 2532   |
| 6   | Paweł Wiesiołek    | Polonia     | 14.32 | x     | 14.20 | 14.32 | 748   | Miglior prestazione personale            | 2587   |
| 7   | Eelco Sintnicolaas | Paesi Bassi | 13.64 | 13.75 | 14.03 | 14.03 | 730   | Miglior prestazione personale stagionale | 2556   |
| 8   | Il'ja Škurenëv     | Russia      | 13.66 | 13.89 | 13.58 | 13.89 | 722   |                                          | 2616   |
| 9   | Pieter Braun       | Paesi Bassi | 13.21 | 13.35 | 13.85 | 13.85 | 722   | Miglior prestazione personale            | 2361   |
| 10  | Gaël Querin        | Francia     | 13.81 | 13.79 | 13.78 | 13.81 | 717   |                                          | 2470   |
| 11  | Marek Lukáš        | Rep. Ceca   | 13.30 | x     | 13.69 | 13.69 | 709   |                                          | 2439   |
| 12  | Jorge Ureña        | Spagna      | 13.06 | 13.46 | 13.25 | 13.46 | 695   |                                          | 2377   |
| 13  | Petter Olson       | Svezia      | 13.26 | 13.37 | 13.40 | 13.40 | 692   | Miglior prestazione personale stagionale | 2404   |
|     | Niels Pittomvils   | Belgio      |       |       |       | dns   | 0     | Miglior prestazione personale stagionale | DNF    |

### Salto in alto
| Pos | Atleta             | Nazione     | 1.80 | 1.83 | 1.86 | 1.89 | 1.92 | 1.95 | 1.98 | 2.01 | 2.04 | 2.07 | 2.10 | 2.13 | Ris  | Punti | Note                                     | Totale |
| --- | ------------------ | ----------- | ---- | ---- | ---- | ---- | ---- | ---- | ---- | ---- | ---- | ---- | ---- | ---- | ---- | ----- | ---------------------------------------- | ------ |
| 1   | Il'ja Škurenëv     | Russia      | –    | –    | –    | o    | –    | o    | o    | o    | xxo  | o    | xo   | xxx  | 2.10 | 896   |                                          | 3512   |
| 2   | Jorge Ureña        | Spagna      | –    | –    | o    | –    | o    | o    | o    | o    | o    | xxx  |      |      | 2.04 | 840   | Miglior prestazione personale            | 3217   |
| 3   | Adam Helcelet      | Rep. Ceca   | –    | –    | –    | o    | –    | o    | o    | o    | xxx  |      |      |      | 2.01 | 813   |                                          | 3345   |
| 4   | Gaël Querin        | Francia     | –    | –    | o    | o    | xo   | o    | xxo  | o    | xxx  |      |      |      | 2.01 | 813   |                                          | 3283   |
| 5   | Bastien Auzeil     | Francia     | –    | –    | –    | o    | o    | o    | xxo  | xo   | xxx  |      |      |      | 2.01 | 813   | =                                        | 3284   |
| 6   | Pieter Braun       | Paesi Bassi | –    | –    | –    | o    | –    | o    | o    | xxx  |      |      |      |      | 1.98 | 785   |                                          | 3146   |
| 6   | Paweł Wiesiołek    | Polonia     | –    | –    | –    | –    | o    | –    | o    | xxx  |      |      |      |      | 1.98 | 785   |                                          | 3372   |
| 8   | Marek Lukáš        | Rep. Ceca   | o    | o    | o    | o    | o    | o    | xo   | xxx  |      |      |      |      | 1.98 | 785   | Miglior prestazione personale            | 3224   |
| 8   | Eelco Sintnicolaas | Paesi Bassi | –    | –    | o    | –    | o    | o    | xo   | xxx  |      |      |      |      | 1.98 | 785   | Miglior prestazione personale stagionale | 3224   |
| 10  | Petter Olson       | Svezia      | –    | –    | o    | –    | xxo  | xxo  | xo   | xxx  |      |      |      |      | 1.98 | 785   |                                          | 3189   |
| 11  | Artem Lukyanenko   | Russia      | –    | o    | o    | o    | o    | o    | xxx  |      |      |      |      |      | 1.95 | 758   |                                          | 3168   |
| 12  | Mathias Brugger    | Germania    | –    | –    | –    | xo   | –    | xxo  | xxx  |      |      |      |      |      | 1.95 | 758   |                                          | 3239   |
| 13  | Arthur Abele       | Germania    | –    | –    | o    | –    | xo   | xxx  |      |      |      |      |      |      | 1.92 | 731   |                                          | 3411   |

### 60 m ostacoli
| Rank | Heat | Name               | Nationality | Time | Points | Notes                                    | Total |
| ---- | ---- | ------------------ | ----------- | ---- | ------ | ---------------------------------------- | ----- |
| 1    | 1    | Arthur Abele       | Germania    | 7.67 | 1066   | EB,                                      | 4477  |
| 2    | 2    | Jorge Ureña        | Spagna      | 7.81 | 1030   | Miglior prestazione personale            | 4247  |
| 3    | 2    | Il'ja Škurenëv     | Russia      | 7.86 | 1017   | Miglior prestazione personale            | 4529  |
| 4    | 2    | Adam Helcelet      | Rep. Ceca   | 7.95 | 994    |                                          | 4339  |
| 5    | 1    | Gaël Querin        | Francia     | 7.98 | 987    | =                                        | 4270  |
| 5    | 2    | Eelco Sintnicolaas | Paesi Bassi | 7.98 | 987    | Miglior prestazione personale stagionale | 4328  |
| 7    | 2    | Artem Lukyanenko   | Russia      | 8.01 | 979    | Miglior prestazione personale stagionale | 4147  |
| 8    | 2    | Marek Lukáš        | Rep. Ceca   | 8.07 | 964    |                                          | 4188  |
| 9    | 1    | Bastien Auzeil     | Francia     | 8.10 | 957    | Miglior prestazione personale            | 4241  |
| 10   | 1    | Paweł Wiesiołek    | Polonia     | 8.13 | 949    |                                          | 4321  |
| 11   | 1    | Pieter Braun       | Paesi Bassi | 8.17 | 939    | , F1                                     | 4085  |
| 12   | 2    | Petter Olson       | Svezia      | 8.19 | 935    |                                          | 4124  |
| 13   | 1    | Mathias Brugger    | Germania    | 8.26 | 917    |                                          | 4156  |

### Salto con l'asta
| Pos | Nome               | Nazione     | 4.30 | 4.40 | 4.50 | 4.60 | 4.70 | 4.80 | 4.90 | 5.00 | 5.10 | 5.20 | 5.30 | 5.40 | Ris. | Punti | Note                          | Totale |
| --- | ------------------ | ----------- | ---- | ---- | ---- | ---- | ---- | ---- | ---- | ---- | ---- | ---- | ---- | ---- | ---- | ----- | ----------------------------- | ------ |
| 1   | Il'ja Škurenëv     | Russia      | –    | –    | –    | –    | –    | o    | o    | o    | o    | o    | o    | xxx  | 5.30 | 1004  | Miglior prestazione personale | 5533   |
| 2   | Eelco Sintnicolaas | Paesi Bassi | –    | –    | –    | –    | –    | –    | –    | –    | –    | xo   | xxx  |      | 5.20 | 972   |                               | 5300   |
| 3   | Bastien Auzeil     | Francia     | –    | –    | –    | –    | –    | o    | –    | xo   | o    | xo   | xxx  |      | 5.20 | 972   | Miglior prestazione personale | 5213   |
| 4   | Artem Lukyanenko   | Russia      | –    | –    | –    | o    | o    | o    | xo   | xxo  | o    | xo   | xxx  |      | 5.20 | 972   | Miglior prestazione personale | 5119   |
| 5   | Gaël Querin        | Francia     | –    | –    | o    | –    | o    | –    | o    | o    | xxx  |      |      |      | 5.00 | 910   | Miglior prestazione personale | 5180   |
| 6   | Petter Olson       | Svezia      | –    | –    | –    | o    | o    | o    | xo   | o    | xxx  |      |      |      | 5.00 | 910   |                               | 5034   |
| 7   | Adam Helcelet      | Rep. Ceca   | –    | –    | o    | o    | o    | o    | o    | xxx  |      |      |      |      | 4.90 | 880   | =                             | 5219   |
| 8   | Arthur Abele       | Germania    | –    | –    | –    | xo   | –    | o    | xo   | xxx  |      |      |      |      | 4.90 | 880   | Miglior prestazione personale | 5357   |
| 9   | Mathias Brugger    | Germania    | –    | –    | –    | o    | –    | o    | –    | xxx  |      |      |      |      | 4.80 | 849   |                               | 5005   |
| 10  | Jorge Ureña        | Spagna      | –    | o    | –    | xo   | –    | o    | xxx  |      |      |      |      |      | 4.80 | 849   | Miglior prestazione personale | 5096   |
| 11  | Marek Lukáš        | Rep. Ceca   | o    | –    | xo   | o    | o    | xo   | xxx  |      |      |      |      |      | 4.80 | 849   | =                             | 5037   |
| 12  | Paweł Wiesiołek    | Polonia     | –    | o    | o    | xxx  |      |      |      |      |      |      |      |      | 4.50 | 760   |                               | 5081   |
| -   | Pieter Braun       | Paesi Bassi | –    | –    | –    | –    | xxx  |      |      |      |      |      |      |      | nm   | 0     |                               | 4085   |

### 1000 m
| Pos | Nome               | Nazione     | Tempo   | Punti | Note                                     |
| --- | ------------------ | ----------- | ------- | ----- | ---------------------------------------- |
| 1   | Gaël Querin        | Francia     | 2:34.54 | 935   |                                          |
| 2   | Arthur Abele       | Germania    | 2:35.64 | 922   | Miglior prestazione personale            |
| 3   | Eelco Sintnicolaas | Paesi Bassi | 2:39.00 | 885   | Miglior prestazione personale stagionale |
| 4   | Jorge Ureña        | Spagna      | 2:42.61 | 845   |                                          |
| 5   | Mathias Brugger    | Germania    | 2:42.92 | 841   |                                          |
| 6   | Petter Olson       | Svezia      | 2:43.51 | 835   |                                          |
| 7   | Marek Lukáš        | Rep. Ceca   | 2:44.15 | 828   | Miglior prestazione personale            |
| 8   | Il'ja Škurenëv     | Russia      | 2:44.84 | 820   | Miglior prestazione personale stagionale |
| 9   | Adam Helcelet      | Rep. Ceca   | 2:45.66 | 812   | Miglior prestazione personale stagionale |
| 10  | Bastien Auzeil     | Francia     | 2:46.93 | 798   | Miglior prestazione personale            |
| 11  | Pieter Braun       | Paesi Bassi | 2:51.77 | 747   |                                          |
| 12  | Artem Lukyanenko   | Russia      | 2:52.65 | 738   |                                          |
| -   | Paweł Wiesiołek    | Polonia     | dns     | 0     |                                          |

### Classifica finale
In Giallo la migliore prestazione di ogni prova
| Pos | Nome                | Nazione     | 60m  | LJ   | SP    | HJ   | 60m H | PV   | 1000m   | Punti | Note                                     |
| --- | ------------------- | ----------- | ---- | ---- | ----- | ---- | ----- | ---- | ------- | ----- | ---------------------------------------- |
| 1   | Il'ja Škurenëv      | Russia      | 6.98 | 7.78 | 13.89 | 2.10 | 7.86  | 5.30 | 2:44.84 | 6353  | WL,                                      |
| 2   | Arthur Abele        | Germania    | 6.93 | 7.56 | 15.54 | 1.92 | 7.67  | 4.90 | 2:35.64 | 6279  | Miglior prestazione personale            |
| 3   | Eelco Sintnicolaas  | Paesi Bassi | 6.98 | 7.51 | 14.03 | 1.98 | 7.98  | 5.20 | 2:39.00 | 6185  | Miglior prestazione personale stagionale |
| 4   | Gaël Querin         | Francia     | 7.12 | 7.41 | 13.81 | 2.01 | 7.98  | 5.00 | 2:34.54 | 6115  | Miglior prestazione personale            |
| 5   | Adam Helcelet       | Rep. Ceca   | 7.03 | 7.38 | 14.43 | 2.01 | 7.95  | 4.90 | 2:45.66 | 6031  |                                          |
| 6   | Bastien Auzeil      | Francia     | 7.08 | 7.08 | 14.90 | 2.01 | 8.10  | 5.20 | 2:46.93 | 6011  | Miglior prestazione personale            |
| 7   | Jorge Ureña         | Spagna      | 6.96 | 6.88 | 13.46 | 2.04 | 7.81  | 4.80 | 2:42.61 | 5941  |                                          |
| 8   | Petter Olson        | Svezia      | 7.03 | 7.11 | 13.40 | 1.98 | 8.19  | 5.00 | 2:43.51 | 5869  | Miglior prestazione personale stagionale |
| 9   | Marek Lukáš         | Rep. Ceca   | 6.93 | 7.04 | 13.69 | 1.98 | 8.07  | 4.80 | 2:44.15 | 5865  |                                          |
| 10  | Artem Lukyanenko    | Russia      | 7.02 | 6.79 | 14.70 | 1.95 | 8.01  | 5.20 | 2:52.65 | 5857  |                                          |
| 11  | Mathias Brugger     | Germania    | 7.05 | 6.99 | 15.25 | 1.95 | 8.26  | 4.80 | 2:42.92 | 5846  |                                          |
| 12  | Pieter Braun        | Paesi Bassi | 7.23 | 7.11 | 13.85 | 1.98 | 8.17  | nm   | 2:51.77 | 4832  |                                          |
| NCL | Paweł Wiesiołek     | Polonia     | 7.03 | 7.63 | 14.32 | 1.98 | 8.13  | 4.50 | dns     | dnf   |                                          |
| NCL | Niels Pittomvils    | Belgio      | 7.22 | nm   | dns   | –    | –     | –    | –       | dnf   |                                          |
|     | Einar Daði Lárusson | Islanda     | dns  | –    | –     | –    | –     | –    | –       | dns   |                                          |